# Johann George Rüdling
Johann George Rüdling, född i Leipzig, död sannolikt i slutet av 1742 i Stockholm, var en tyskfödd svensk topograf.
Rüdling kom som tysk skolmästare 1723 till Stockholm, där han även var informator. Där utgav han på boktryckaren J.L. Horrns bekostnad det för sin tid märkliga arbetet Det i flor stående Stockholm (1731; med Supplement til thet i flor stående Stockholm, 1740), ett om flit och noggrannhet vittnande försök till beskrivning av huvudstaden, på några märkliga undantag när mer grundat på förut tryckta källor än på arkivforskning. Arbetet, naturligtvis sedan länge i åtskilliga partier mycket föråldrat, översattes från författarens tyska handskrift av Nils Hufwedsson Dal (supplementet av Olof Lindstéen). Rüdling levde sina sista år i stor sjuklighet och fattigdom.